# АИ-25
АИ-25 — авиационный двухконтурный турбореактивный двигатель. 
Двигатель разработан в 1966 году на Запорожском машиностроительном конструкторском бюро «Прогресс». Запущен в серийное производство в 1967 году на предприятии «Запорожский моторостроительный завод имени П. И. Баранова» (современное наименование предприятия АО «Мотор Сич»).

## Основные сведения
Двигатель АИ-25 предназначен для установки на пассажирские и транспортные самолеты местных линий. Выполнен по двухкаскадной (двухвальной) схеме с осевым одиннадцатиступенчатым компрессором, разделительным корпусом, кольцевой камерой сгорания, трехступенчатой турбиной и реактивным соплом.
Особенность двухкаскадной схемы — разделение ротора компрессора на ротор компрессора низкого давления и ротор компрессора высокого давления. Оба ротора приводятся во вращение соответственно своими турбинами и связаны между собой не механической, а газодинамической связью.
Выполнение двигателя по двухкаскадной схеме позволило:
- применить в компрессоре ступени, имеющие высокий коэффициент полезного действия;
- обеспечить высокие запасы компрессора по помпажу;
- использовать для запуска двигателя пусковое устройство малой мощности, так как при запуске необходимо раскручивать стартером только ротор высокого давления.

Высокая двухконтурность двигателя обеспечила его высокую экономичность.

## Создание
Проектирование нового двигателя началось по инициативе сотрудника серийного конструкторского отдела Запорожского моторостроительного завода А. Маренкова. Уже в 1965 году в ЗМКБ «Прогресс» был сконструирован двухконтурный турбореактивный двигатель АИ-25. Работа проводилась в творческом соревновании с Московским конструкторским бюро С. К. Туманского. Руководили процессом генеральный конструктор А. Г. Ивченко, главный конструктор В. А. Лотарев, ведущий конструктор К. М. Валик, а также автор идеи А. Маренков. Весомый вклад в работу внёс заместитель главного конструктора В. М. Чуйко.

## Применение
Двигатель АИ‑25 применяется на следующих самолётах:
- Як-40 — пассажирский самолёт для местных авиалиний
- Милец М-15 — сельскохозяйственный самолёт
- Аэро L‑39 «Альбатрос» (двигатель АИ‑25ТЛ) — учебно-тренировочный самолёт
- Hongdu JL-8 (двигатель АИ‑25ТЛК) — китайско-пакистанский учебно-боевой самолёт
- Comp Air Jet
- СР-10 (двигатель АИ-25ТЛ) — учебно-тренировочный самолёт

Также двигатель применялся в следующих случаях:
- Парой двигателей АИ‑25 оборудован экспериментальный скоростной железнодорожный вагон-лаборатория СВЛ.
- Тепловая машина специальной обработки ТМС-65М, состоящая на вооружении войск РХБЗ Вооруженных Сил России, оборудована одним таким двигателем; в высокоскоростной и высокотемпературный поток двигателя подается вода или специальная жидкость, образующийся газокапельный поток смывает с зараженной поверхности радиоактивную пыль, отравляющие вещества или биологические средства. Можно также использовать газовый поток от двигателя, не применяя жидкость (при низкой температуре, отсутствии жидкости и т. д.)